# Guerre américano-philippine
Batailles
Guerre américano-philippine
- Luçon :

- Caloocan
- Caloocan (2e) (en)
- Calumpit (en)
- Mabitac (en)
- Malolos (en)
- Manille (en)
- Marilao River (en)
- Olongapo (en)
- Paete (en)
- Pagsanjan (en)
- Paye (en)
- Pulang Lupa (en)
- Quingua (en)
- San Jacinto (en)
- Santa Cruz (en)
- Santo Tomas (en)
- Tirad Pass (en)
- Zapote River (en)

- Visayas :

- Visayas
- Balangiga
- Balantang (en)
- Catubig (en)
- Lonoy (en)
- Malalag River (en)

- Mindanao :

- Makahambus Hill (en)
- Cagayan de Misamis (en)
- Agusan Hill (en)
- Siranaya (en)
- Rébellion des Moros (en)

La guerre américano-philippine, également connue sous le nom d'insurrection des Philippines, est un conflit armé qui se déroula de 1899 à 1902 aux Philippines entre les États-Unis et la Première République philippine à la suite de la guerre hispano-américaine.
Après avoir apporté leur soutien à la révolution philippine contre l'Espagne, les États-Unis signèrent le traité de Paris avec l'ancienne puissance coloniale et lui achetèrent l'archipel des Philippines alors en pleine révolution pour son indépendance. Afin d'asseoir leur présence dans l'océan Pacifique, les États-Unis imposèrent leur protectorat aux Philippines au prix d'une guerre qui dura en réalité près de 14 ans. Cette guerre fut d'une rare violence, suscitant chez les intellectuels comme Mark Twain une critique virulente. Elle est le symbole de l'impérialisme américain grandissant, qui ambitionne déjà de s'étendre vers le Pacifique.
Ce conflit s'inscrit dans un tournant de l'histoire du peuple américain terminant la conquête de l'Ouest et voyant sa destinée manifeste se tourner vers l'expansion outre-mer et l'impérialisme sous les présidences de William McKinley et de Theodore Roosevelt, toujours inspirés par la doctrine Monroe. Les États-Unis se voient désormais comme une puissance civilisatrice, ce que Rudyard Kipling nomma en 1899 « Le Fardeau de l'homme blanc ».

## Contexte historique

### Révolution philippine
Les Philippines étaient une colonie espagnole depuis que l'explorateur portugais Fernand de Magellan avait revendiqué ces îles au nom de la couronne d'Espagne, en 1521. Les Philippines connurent plusieurs révoltes sous la domination espagnole, dont la dernière, la révolution philippine, fut d'abord soutenue par les États-Unis dans le contexte de la lutte contre la puissance coloniale espagnole déclinante.
Le 7 juillet 1892, Andrés Bonifacio fonda la société secrète « Katipunan » pour organiser la lutte armée contre le joug colonial espagnol pour l'indépendance des Philippines. Le Katipunan eut bientôt de nombreux membres à travers les différentes provinces de l'archipel qui dirigèrent la révolution, qui commença en 1896.
Bien que charismatique, Bonifacio subit plusieurs défaites face aux Espagnols, dont la première grande bataille (en) à San Juan del Monte. Contrairement à ses troupes, les combattants de la province de Cavite remportèrent tôt des victoires. Leur représentant le plus influent et le plus populaire était Emilio Aguinaldo, alors maire de Cavite El Viejo (l'actuelle Kawit), qui avait sous son contrôle la majeure partie de l'est de la province de Cavite. Aguinaldo et ses hommes finirent par prendre la tête de la révolte, le Katipunan étant remplacé par un gouvernement révolutionnaire, dont Aguinaldo fut élu président et Bonifacio fut exécuté pour trahison.
Les affrontements prirent fin en 1897. Des négociations pour conclure un armistice avaient été ouvertes en août 1897 entre Aguinaldo et le gouverneur général espagnol, Fernando Primo de Rivera y Sobremonte. Le 14 décembre 1897, un accord fut signé selon lequel le gouverneur s'engageait à payer en trois fois à Aguinaldo 800 000 dollars mexicains si celui-ci quittait les Philippines. Aguinaldo s'exila alors à Hong Kong. Avant son départ, il dénonça la révolution, exhorta les combattants philippins à déposer les armes et déclara illégales toute poursuite des hostilités. Cependant, certains révolutionnaires philippins continuèrent à se battre contre l'administration coloniale espagnole.
Aguinaldo écrivit rétrospectivement en 1899 qu'il avait rencontré les consuls américain E. Spencer Pratt (en) et Rounceville Wildman à Singapour entre le 22 et le 25 avril 1898 et qu'ils l'avaient persuadé d'abandonner son soutien à la révolution, Pratt affirmant qu'il avait contacté par télégramme le commodore George Dewey et que celui-ci assurait à Aguinaldo que les États-Unis reconnaîtraient l'indépendance des Philippines avec la protection de l'US Navy et qu'il ajoutait qu'une preuve écrite de ce qu'il avançait n'était pas nécessaire : que la parole d'un commodore de la Navy et celle d'un consul américain étaient aussi sûres que le plus solennel des serments, que cet engagement verbal serait confirmé par une lettre et que cela n'avait rien à voir avec les promesses des Espagnols et leur conception de l'honneur dans la parole donnée.

### Guerre hispano-américaine
Les Philippines proclamèrent  leur indépendance le 12 juin 1898, lorsque les troupes révolutionnaires commandées par Emilio Aguinaldo (qui sera premier président de la nouvelle république) se soulevèrent contre l'Espagne colonisatrice après sa défaite contre les États-Unis lors de la bataille de la baie de Manille, le 1er mai 1898, pendant la guerre hispano-américaine.|
Cette déclaration ne fut cependant reconnue ni par les États-Unis ni par l'Espagne, et les deux pays signèrent le traité de Paris le 10 décembre 1898. Les Espagnols cédèrent alors les Philippines aux États-Unis contre 20 millions de dollars.
Le président McKinley expliqua la position des États-Unis lors d'un discours à Redfield, dans le Dakota du Sud, le 14 octobre 1899 en ces termes :
« Nous avons eu une guerre avec l'Espagne. Tous les efforts pour la paix ont été utilisés avant que la guerre ne soit finalement déclarée par le Congrès des États-Unis, mais lorsque la guerre a été déclarée, le peuple américain n'avait qu'une chose à faire, et c'était de détruire la puissance maritime espagnole partout où nous pouvions la trouver. Et ainsi Dewey a été envoyé à Manille, et nous lui avons dit de s'y rendre, de commencer les opérations, de trouver la flotte espagnole et de la capturer ou de la détruire. Et il l'a fait ! Et après qu'il a fait cela, nous avions la responsabilité des Philippines, que nous ne pouvions pas éluder. Et il n'y a jamais eu un moment, mes compatriotes, où nous aurions pu quitter la baie de Manille ou le port de Manille ou l'archipel des Philippines sans déshonorer notre nom. »
Son raisonnement peut se résumer en deux points :
1. Rendre les territoires à l'Espagne serait considéré comme lâche et déshonorant, les États-Unis étant victorieux contre l'Espagne ;
2. Donner l'indépendance aux Philippins : dans le contexte de l'époque, en pleine Destinée manifeste, les Philippins étaient considérés comme inaptes à l'autonomie gouvernementale. Ce qui conduirait à l’anarchie et les erreurs de gestion pires que celles de l’Espagne. Cela reviendrait de facto à les livrer à la France ou à l'Allemagne, déjà considérées par les États-Unis comme rivaux commerciaux en Orient.

## Conflit
Aguinaldo se sentit trahi par ceux qui l'avaient aidé pendant la guerre contre l'Espagne, et la tension monta entre les gouvernements philippin et américain, le premier souhaitant son indépendance et le second affirmant ses velléités impérialistes.
Le 2 juin 1899, le président Pedro Paterno de l'Assemblée constituante des Philippines, le congrès de Malolos (en), fit publier un discours qui déclarait officiellement la guerre aux États-Unis.
En 1900, Arthur MacArthur Jr., est nommé gouverneur général militaire des Philippines jusqu'au 4 juillet 1901, date à laquelle William Howard Taft devient gouverneur civil des Philippines (il deviendra président des États-Unis en 1909).

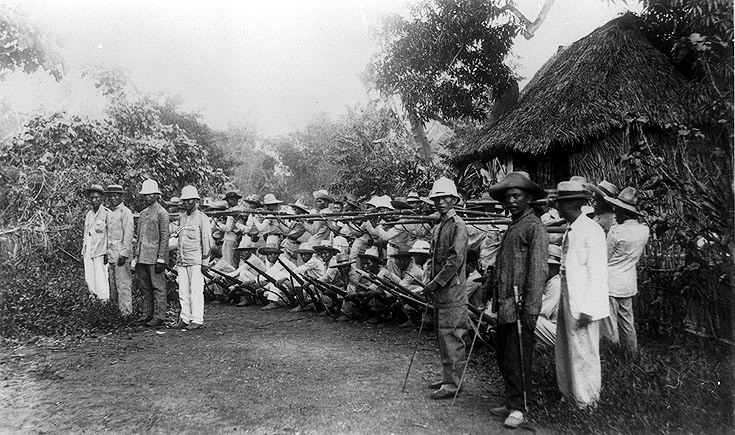
Soldats philippins près de Manille, 1899.

### Massacre de Balangiga
En septembre 1901, 34 soldats américains sont tués lors d'une action de guérilla de la résistance nationaliste près de Balangiga, sur l'île de Samar. Un mois plus tard, la ville est massacrée, brûlée et pillée (on vole même les cloches d'église ) dans une opération de représailles du général de l'US Army Jacob Hurd Smith qui ordonne que Samar « soit transformé en "un désert hurlant" (a howling wilderness) et que soient tués tous les Philippins mâles de plus de dix ans » ,. Pour ce crime de guerre qui choque l'opinion américaine, il est jugé en cour martiale et mis à la retraite. Le massacre a fait plus de 2 500 morts.
Le président du pays, Emilio Aguinaldo, est capturé en 1901 et le gouvernement américain déclare le conflit officiellement terminé en 1902. Il est à noter qu'Arthur McArthur Jr est le père du futur général Douglas MacArthur dont le premier poste après l'Académie militaire de West Point sera Manille en 1903 alors qu'il y a encore des actions de guérilla des indépendantistes philippins. Les hostilités sous forme de petite guerre se poursuivent en effet jusqu’en 1913. L’administration américaine des Philippines commence réellement en 1905.
Ainsi, entre 1902 et 1906, un gouvernement de résistance se met en place avec Macario Sacay assumant la présidence philippine après la capture et l'assignation à résidence du président Aguinaldo. Le 17 juillet 1906, il est trompé par le gouverneur américain avec une fausse offre d'amnistie. Sacay et ses guérilleros sont pendus par ordre du gouverneur le 13 septembre 1907.
Durant la guerre, la torture par l'eau (water cure), consistant à maintenir au sol un prisonnier et à lui faire absorber de l'eau en abondance, fut massivement utilisée pour faire parler les prisonniers philippins.

## Conséquences
La guerre a entraîné la mort d'au moins 200 000 civils philippins, principalement en raison de la famine et de la maladie. Certaines estimations du nombre total de civils morts atteignent le million
La guerre voit la dissolution de la Première République des Philippines en 1901 après sa prise par les États-Unis. Le pays redeviendra indépendant en 1946, dans le contexte de la décolonisation à la suite de la Seconde Guerre mondiale, qui frappa de plein fouet les Philippines avec l'invasion japonaise en 1941 et 1942, la guérilla philippine contre les Japonais puis la reconquête américaine en 1944 et 1945, et où Douglas MacArthur jouera un rôle prépondérant.